# Női jégkorong-világbajnokság
A női jégkorong-világbajnokság a Nemzetközi Jégkorongszövetség (International Ice Hockey Federation, IIHF) szervezésében megrendezésre kerülő, több nemzetközi női jégkorongtorna.
Női világbajnokságokat 1990 óta rendeznek. A világbajnokságon 10 csapat vesz részt.
Az eddigi világbajnokságokon csak Kanada és az Egyesült Államok tudott győzni, előbbi 11-szer, utóbbi 10-szer. Rajtuk kívül a döntőbe csak Finnország tudott bejutni egy alkalommal.

## A világbajnokság rendszere
A világbajnokság egy főcsoportra és két divízióra van osztva, amelyek egymás alá-fölé rendeltek. A divízió I-ben és II-ben két, egymás alá-fölé rendelt csoport található, így gyakorlatilag öt szintből áll a világbajnokság. Az egyes csoportokból kiesők helyére az alatta lévő csoportból feljutók kerülnek és fordítva.

### Főcsoport
A főcsoportban 10 csapat szerepel. A győztes az aktuális év világbajnoka. Az utolsó két helyezett kiesik a divízió I A csoportjába.
A világbajnokság csoportjait a világranglista alapján osztják be. A résztvevőket figyelembe véve, a ranglista szerinti sorrendben az A csoportba az 1., 2., 3., 4., 5.; a másik csoportba a 6., 7., 8. 9., 10. sorszámú csapatok kerülnek. A két csoport itt is egymás alá-fölé rendelt. Az A csoport tagjai és a B csoport első három csapata kerül a kieséses szakaszba.
A 2013-as női IIHF jégkorong-világbajnokság részvevői (zárójelben a 2012-es világranglista-helyezés):
| A csoport - Kanada (1) - Egyesült Államok (2) - Finnország (3) - Svájc (4) | B csoport - Svédország (5) - Oroszország (6) - Németország (8) - Csehország (12) |

### Divízió I
A divízió I-ben 12 csapat szerepel. A divíziót két hatcsapatos csoportra osztották, amelyek egymás alá-fölé vannak rendelve. Az A csoport első két helyezettje feljut a főcsoportba, az utolsó helyezett kiesik. A B csoport első helyezettje feljut a divízió I A csoportjába, az utolsó pedig kiesik a divízió II A csoportjába.
| A 2013-as világbajnokság csoportjai | A 2013-as világbajnokság csoportjai |
| A csoport                           | B csoport                           |
| ----------------------------------- | ----------------------------------- |
| Szlovákia                           | Kazahsztán                          |
| Norvégia                            | Kína                                |
| Japán                               | Franciaország                       |
| Ausztria                            | Nagy-Britannia                      |
| Lettország                          | Hollandia                           |
| Dánia                               | Észak-Korea                         |

### Divízió II
A divízió II-ben 12 csapat szerepel. A divíziót két hatcsapatos csoportra osztották, amelyek egymás alá-fölé vannak rendelve. Az A csoport első helyezettje feljut a divízió I B csoportjába, az utolsó helyezett kiesik a divízió II B csoportjába. A B csoport első helyezettje feljut a divízió II A csoportjába, az utolsó pedig kiesik a divízió III-ba.
| A 2013-as világbajnokság csoportjai | A 2013-as világbajnokság csoportjai |
| A csoport                           | B csoport                           |
| ----------------------------------- | ----------------------------------- |
| Olaszország                         | Horvátország                        |
| Magyarország                        | Spanyolország                       |
| Ausztrália                          | Dél-Korea                           |
| Új-Zéland                           | Izland                              |
| Szlovénia                           | Belgium                             |
| Lengyelország                       | Dél-afrikai Köztársaság             |

| Selejtezőben kiestek |
| -------------------- |
| Bulgária             |
| Írország             |
| Törökország          |

## Érmesek
| Év                                                         | Helyszín                  | Döntő                                | Döntő                                | Döntő                                | Harmadik helyért                     | Harmadik helyért                     | Harmadik helyért                     |
| Év                                                         | Helyszín                  | Világbajnok                          | Eredmény                             | Ezüstérmes                           | Bronzérmes                           | Eredmény                             | Negyedik hely                        |
| ---------------------------------------------------------- | ------------------------- | ------------------------------------ | ------------------------------------ | ------------------------------------ | ------------------------------------ | ------------------------------------ | ------------------------------------ |
| 1990                                                       | Ottawa                    | · Kanada                             | 5–2                                  | · Egyesült Államok                   | · Finnország                         | 6–3                                  | · Svédország                         |
| 1992                                                       | Tampere                   | · Kanada                             | 8–0                                  | · Egyesült Államok                   | · Finnország                         | 5–4                                  | · Svédország                         |
| 1994                                                       | Lake Placid               | · Kanada                             | 6–3                                  | · Egyesült Államok                   | · Finnország                         | 8–1                                  | · Kína                               |
| 1997                                                       | Kitchener                 | · Kanada                             | 4–3 (h.u.)                           | · Egyesült Államok                   | · Finnország                         | 3–0                                  | · Kína                               |
| 1999                                                       | Espoo, Vantaa             | · Kanada                             | 3–1                                  | · Egyesült Államok                   | · Finnország                         | 8–2                                  | · Svédország                         |
| 2000                                                       | Mississauga               | · Kanada                             | 3–2 (h.u.)                           | · Egyesült Államok                   | · Finnország                         | 7–1                                  | · Svédország                         |
| 2001                                                       | Minneapolis               | · Kanada                             | 3–2                                  | · Egyesült Államok                   | · Oroszország                        | 2–1                                  | · Finnország                         |
| 2003                                                       | Peking                    | Törölve a SARS-járvány miatt.        | Törölve a SARS-járvány miatt.        | Törölve a SARS-járvány miatt.        | Törölve a SARS-járvány miatt.        | Törölve a SARS-járvány miatt.        | Törölve a SARS-járvány miatt.        |
| 2004                                                       | Halifax, Dartmouth        | · Kanada                             | 2–0                                  | · Egyesült Államok                   | · Finnország                         | 3–2                                  | · Svédország                         |
| 2005                                                       | Linköping, Norrköping     | · Egyesült Államok                   | 1–0 (sz.)                            | · Kanada                             | · Svédország                         | 5–2                                  | · Finnország                         |
| 2007                                                       | Winnipeg, Selkirk         | · Kanada                             | 5–1                                  | · Egyesült Államok                   | · Svédország                         | 1–0                                  | · Finnország                         |
| 2008                                                       | Harbin                    | · Egyesült Államok                   | 4–3                                  | · Kanada                             | · Finnország                         | 4–1                                  | · Svájc                              |
| 2009                                                       | Hämeenlinna               | · Egyesült Államok                   | 4–1                                  | · Kanada                             | · Finnország                         | 4–1                                  | · Svédország                         |
| 2011                                                       | Zürich, Winterthur        | · Egyesült Államok                   | 3–2 (h.u.)                           | · Kanada                             | · Finnország                         | 3–2 (h.u.)                           | · Oroszország                        |
| 2012                                                       | Burlington                | · Kanada                             | 5–4 (h.u.)                           | · Egyesült Államok                   | · Svájc                              | 6–2                                  | · Finnország                         |
| 2013                                                       | Ottawa                    | · Egyesült Államok                   | 3–2                                  | · Kanada                             | · Oroszország                        | 2–0                                  | · Finnország                         |
| Nem rendezték meg a 2014. évi téli olimpiai játékok miatt. |                           |                                      |                                      |                                      |                                      |                                      |                                      |
| 2015                                                       | Malmö                     | · Egyesült Államok                   | 7–5                                  | · Kanada                             | · Finnország                         | 4–1                                  | · Oroszország                        |
| 2016                                                       | Kamloops                  | · Egyesült Államok                   | 1–0 (h.u.)                           | · Kanada                             | · Oroszország                        | 1–0 (sz.)                            | · Finnország                         |
| 2017                                                       | Plymouth                  | · Egyesült Államok                   | 3–2 (h.u.)                           | · Kanada                             | · Finnország                         | 8–0                                  | · Németország                        |
| Nem rendezték meg a 2018. évi téli olimpiai játékok miatt. |                           |                                      |                                      |                                      |                                      |                                      |                                      |
| 2019                                                       | Espoo                     | · Egyesült Államok                   | 2–1 (h.u.)                           | · Finnország                         | · Kanada                             | 7–0                                  | · Oroszország                        |
| 2020                                                       | Halifax, Truro            | Törölve a koronavírus-járvány miatt. | Törölve a koronavírus-járvány miatt. | Törölve a koronavírus-járvány miatt. | Törölve a koronavírus-járvány miatt. | Törölve a koronavírus-járvány miatt. | Törölve a koronavírus-járvány miatt. |
| 2021                                                       | Calgary                   | · Kanada                             | 3–1 (h.u.)                           | · Egyesült Államok                   | · Finnország                         | 3–1                                  | · Svájc                              |
| 2022                                                       | Herning, Frederikshavn    | · Kanada                             | 2–1                                  | · Egyesült Államok                   | · Csehország                         | 4–2                                  | · Svájc                              |
| 2023                                                       | Brampton                  | · Egyesült Államok                   | 6–3                                  | · Kanada                             | · Csehország                         | 3–2                                  | · Svájc                              |
| 2024                                                       | Amerikai Egyesült Államok | · [[\|]]                             |                                      | · [[\|]]                             | · [[\|]]                             |                                      | · [[\|]]                             |

## Éremtáblázat
Az alábbi táblázat az 1990–2024-ig megrendezett női világbajnokságokon érmet nyert csapatokat tartalmazza.
(Az egyes számoszlopok legmagasabb értéke, vagy értékei vastagítással kiemelve.)
| Helyezés | Nemzet           | Arany | Ezüst | Bronz | Összesen |
| 1.       | Kanada           | 12    | 9     | 1     | 22       |
| 2.       | Egyesült Államok | 10    | 12    | 0     | 22       |
| 3.       | Finnország       | 0     | 1     | 13    | 14       |
| 4.       | Oroszország      | 0     | 0     | 3     | 3        |
| 5.       | Svédország       | 0     | 0     | 2     | 2        |
| 5.       | Csehország       | 0     | 0     | 2     | 2        |
| 7.       | Svájc            | 0     | 0     | 1     | 1        |
| Összesen | Összesen         | 22    | 22    | 22    | 66       |